# Cagayan State University

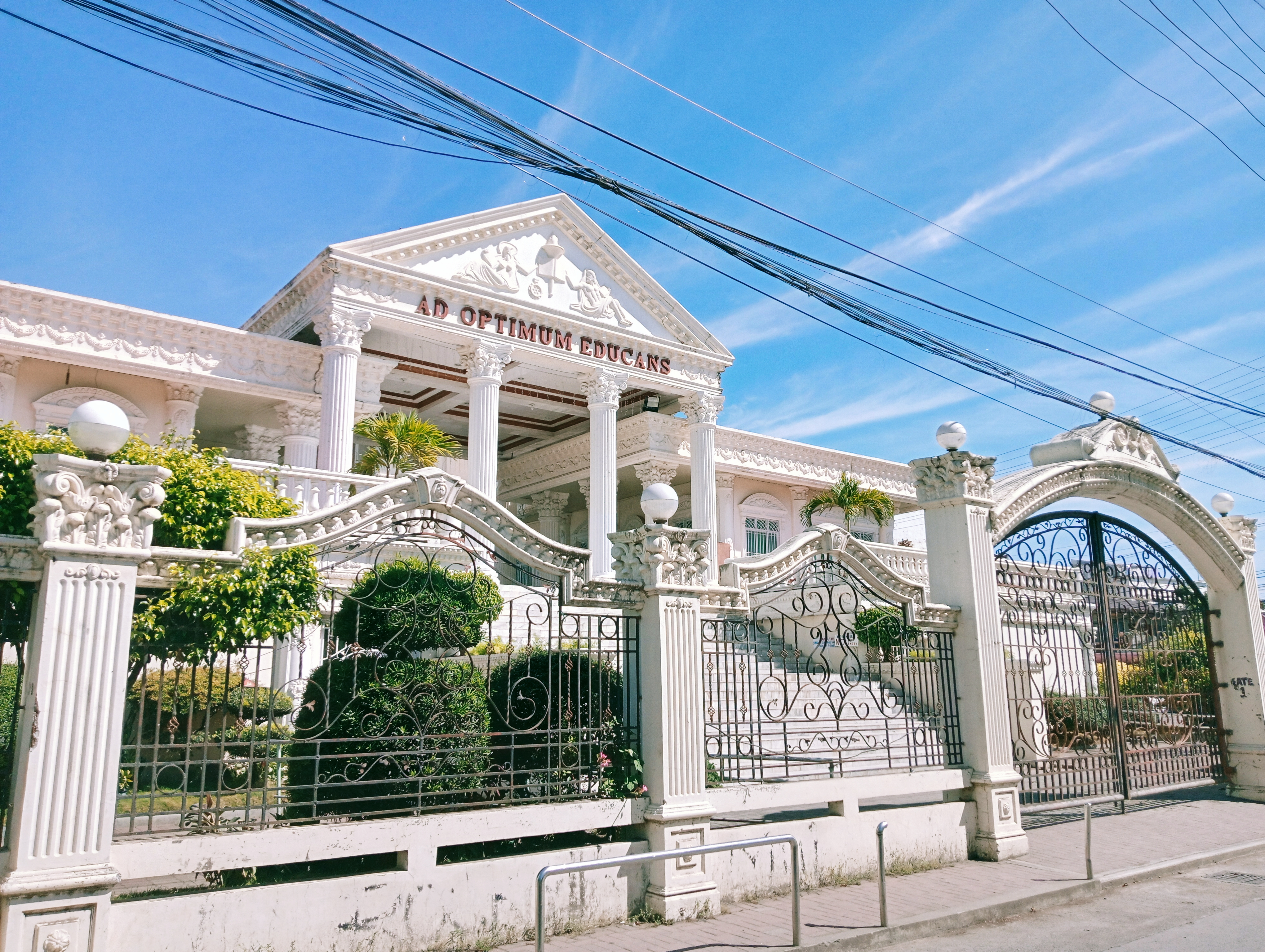
Cagayan State University, Tuguegarao City (2024)

Die Cagayan State University befindet sich in der Provinz Cagayan auf den Philippinen. Sie gilt als eine bedeutende Bildungseinrichtung in der Verwaltungsregion Cagayan Valley. Die Universität ist aufgeteilt auf acht Standorte in  den Gemeinden Tuguegarao City, Aparri, Gonzaga, Lal-lo, Lasam, Piat und in Sanchez-Mira. Der Hauptsitz der Universität befindet sich am Andrews Campus, Barangay Caritan, in Tuguegarao City. An der Universität schrieben sich im zweiten Semester 2011 31.890 Studenten ein.

## Fakultäten
Die Cagayan State University beherbergt fünfzehn verschiedene Fakultäten, diese sind in Hochschul- und Fachschulbereiche, sowie in der Berufsausbildung in Colleges gegliedert. Zu diesen gehören die Colleges of Agriculture, Allied Health Sciences, Arts & Sciences, Business Entrepreneurship & Accountancy, Hospitality & Industry Management, Information & Computer Science, Education, Engineering, Fisheries, Law, Medicine & Surgery, Public Administration, Technology und Veterinary Medicine. Zur Universität gehören 50 Gebäude.

## Geschichte
Die Universität wurde am 11. Juni 1978 durch die Zusammenfassung der staatlichen Bildungseinrichtungen des Cagayan Valley College of Arts & Trades in Tuguegarao und des Northern Luzon State College of Agriculture in Piat gegründet. Im späteren Verlauf des Jahres wurden die kleineren staatlichen Bildungseinrichtungen durch die Einbindung in das staatliche Universitätsprogramm in die Universität integriert. Diese waren das Aparri Institute of Technology, Bukig National Agricultural and Technical School, Aparri School of Arts and Trades, Cagayan Valley Agricultural College, Sanchez Mira Rural Vocational School, Western Cagayan School of Arts and Trades und die Gonzaga National Agricultural and Technical School.